# Sandro Vigliano

a Compétitions nationales et continentales officielles uniquement.

b Matchs officiels uniquement.
Dernière mise à jour le 30 avril 2012.
Sandro Vigliano, né le 26 juillet 1909 à Turin, est un joueur italien de rugby à XV qui a joué en équipe d'Italie de 1937 à 1942, évoluant au poste de troisième ligne aile.

## Biographie

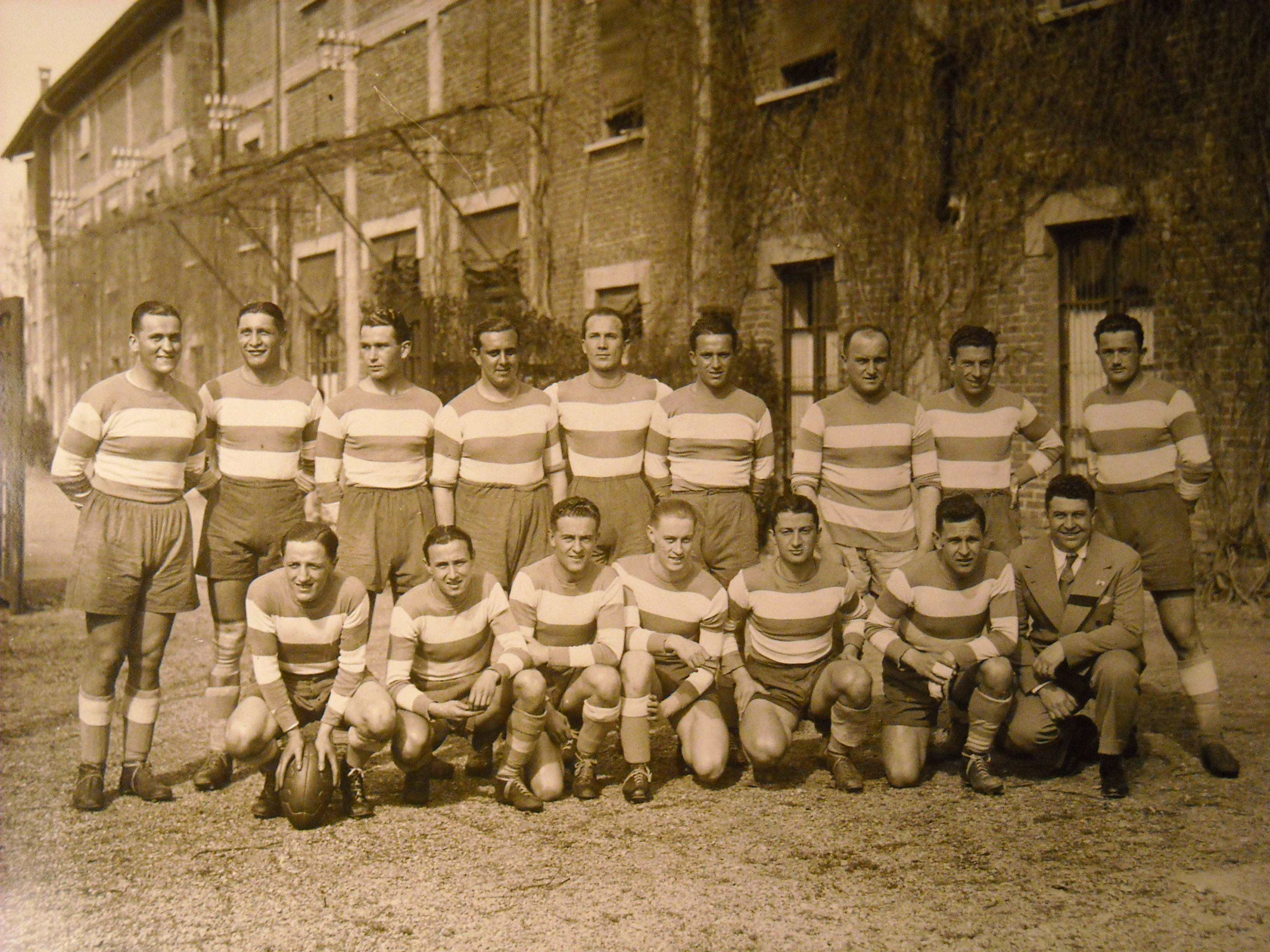
S. Vigliano est le 4e debout en partant de la droite.

Il obtient sa première sélection contre la Roumanie le 25 avril 1937 et joue son dernier test match contre cette même Roumanie le 2 mai 1942. Il réalise l'essentiel de sa carrière au GUF Torino sous les ordres de l'entraîneur français Michel Boucheron et ensuite au Ginnastica Torino avec lequel il devient champion d'Italie. Il participe avec l'équipe nationale au tournoi pré-olympique de Berlin qui se déroule du 14 au 17 mai 1936 en qualité de remplaçant. L'année suivante, sous les ordres de Julien Saby, il est capitaine de l'équipe nationale lors du match France - Italie, au Parc des Princes, le 17 octobre 1937.
Son nom figure sur une plaque commémorative apposée au Motovelodromo Fausto Coppi de Turin en l'honneur des champions d'Italie 1947.

## Palmarès

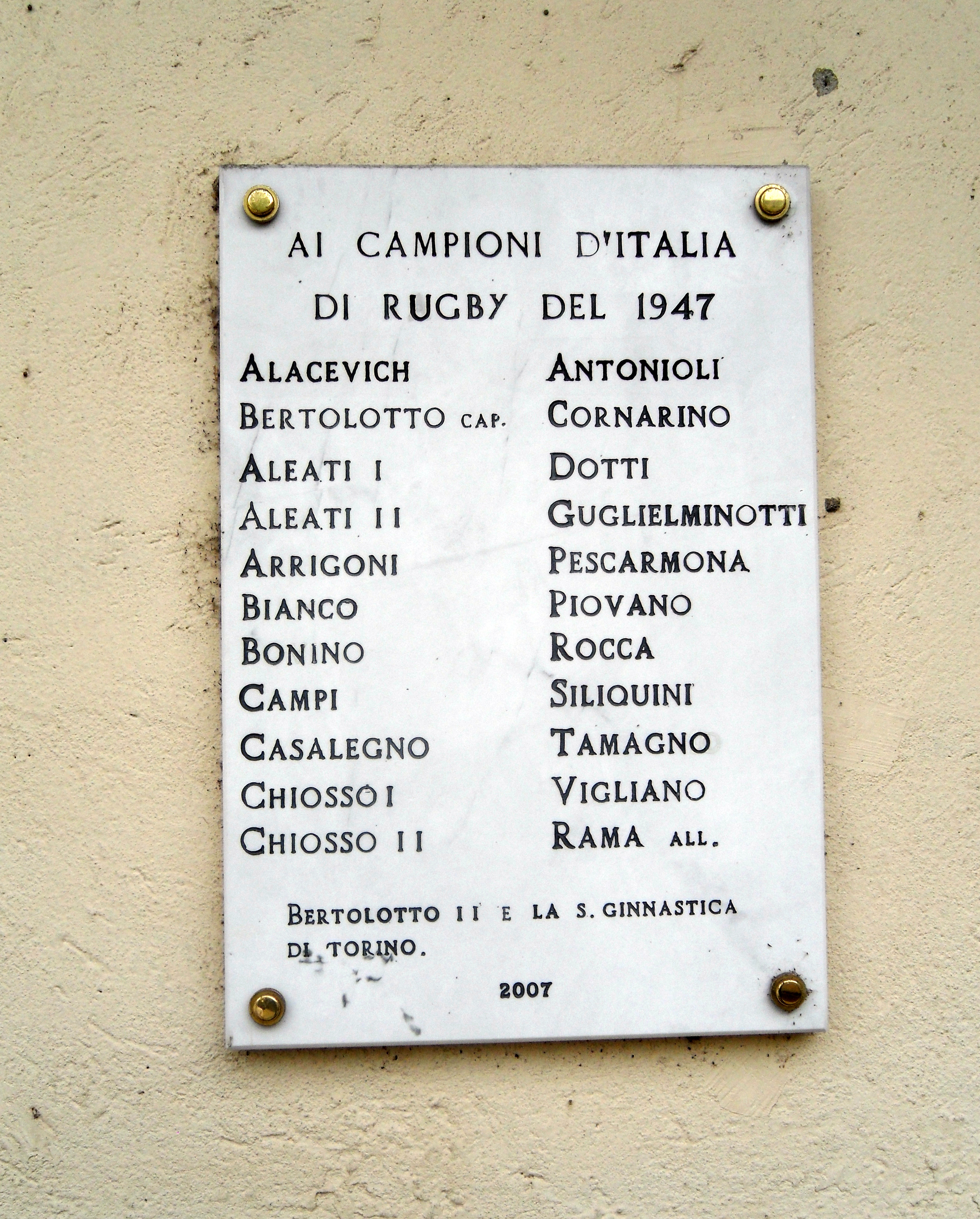
Plaque commémorative en l'honneur des champions d'Italie 1947.

- Finaliste du Championnat de série A en 1936 et en 1941
- 3e du Championnat européen des nations en 1936 à Berlin
- Vainqueur du Championnat d'Italie en 1947

## Statistiques en équipe nationale
- 6 sélections
- Sélections par année : 4 en 1937, 1 en 1939, 1 en 1942
- Capitaine à 3 reprises